# Fudbalski Klub Škendija 2014-2015

## Rosa
| N. |                               | Ruolo | Calciatore                   |
| -- | ----------------------------- | ----- | ---------------------------- |
| 1  | Macedonia del Nord (bandiera) | P     | Hadis Velii                  |
| 3  | Macedonia del Nord (bandiera) | D     | Xhelil Abdulla               |
| 4  | Macedonia del Nord (bandiera) | D     | Egzon Bejtulai               |
| 5  | Macedonia del Nord (bandiera) | C     | Armend Alimi (vice-capitano) |
| 6  | Macedonia del Nord (bandiera) | C     | Jasir Selmani                |
| 8  | Macedonia del Nord (bandiera) | C     | Artim Položani (capitano)    |
| 9  | Macedonia del Nord (bandiera) | A     | Hristijan Kirovski           |
| 10 | Croazia (bandiera)            | A     | Bojan Vručina                |
| 11 | Macedonia del Nord (bandiera) | A     | Demir Imeri                  |
| 12 | Macedonia del Nord (bandiera) | P     | Marko Jovanovski             |
| 16 | Albania (bandiera)            | D     | Mevlan Murati ()             |
| 17 | Camerun (bandiera)            | A     | Mohamadou Idrissou           |
| 18 | Brasile (bandiera)            | A     | Stênio Júnior                |
| 19 | Macedonia del Nord (bandiera) | A     | Erblin Shaqiri ()            |

| N. |                               | Ruolo | Calciatore      |
| -- | ----------------------------- | ----- | --------------- |
| 21 | Macedonia del Nord (bandiera) | A     | Ivan Mitrov     |
| 22 | Macedonia del Nord (bandiera) | C     | Muhamed Useini  |
| 23 | Macedonia del Nord (bandiera) | D     | Sedat Berisha   |
| 29 | Macedonia del Nord (bandiera) | A     | Shpend Asani    |
| 35 | Macedonia del Nord (bandiera) | C     | Besmir Bojku    |
| 55 | Bulgaria (bandiera)           | D     | Jordan Miliev   |
|    | Albania (bandiera)            | P     | Enes Azizi ()   |
|    | Macedonia del Nord (bandiera) | D     | Stefan Aškovski |
|    | Montenegro (bandiera)         | D     | Nikola Vukčević |
|    | Brasile (bandiera)            | C     | Victor Juffo    |
|    | Macedonia del Nord (bandiera) | C     | Ennur Totre     |
|    | Macedonia del Nord (bandiera) | C     | Besir Demiri    |
|    | Macedonia del Nord (bandiera) | A     | Deni Krleski () |